# Krňák
Krňák (označovaný též Krňov či mrtvé rameno Berounky) je tůň, kterou tvoří bývalé rameno Berounky (bývalý soutok s Vltavou) pod zbraslavským zámkem v Praze. Společně s lužním lesem, mokřady, a pobřežím Vltavy od Lahovic až ke Strnadům je chráněna jako přírodní památka Krňák. Tůní protéká Lipanský potok.
Krňák je též název základní sídelní jednotky, kterou tvoří neobydlený a prakticky nezastavěný klín mezi ulicemi Strakonickou (silnice I/4) a Ke Krňovu (bez zámeckého areálu) a pás území při levém břehu Vltavy od zbraslavského přístaviště u ulice K přístavišti až k mimoúrovňové křižovatce u Lahovic. Jedinými registrovanými budovami zde jsou čp. 1339, patřící k areálu čističky odpadních vod, a čp. 1156 u sportovního areálu při Vltavě.

## Historie
Koryto přes dnešní Lipence a těsně pod Zbraslaví je původním tokem Berounky, řeka však v této nivě procházela mnoha proměnami zejména při větších povodních a nakupení tajících ledů. Někdy před 12. stoletím si řeka našla cestu kolem Radotína (doloženo 1115, roku 1158 doložen přívoz u Radotína), za Radotínem však meandrovala směrem ke Zbraslavi (tzv. Šárovo kolo). Někdy mezi 12.–14. stoletím vzniklo rameno, které rozdělilo dnešní Horní a Dolní Černošice, zpočátku fungovalo jen jako občasný tok při povodních. Roku 1523 je doložen mlýn u Bluku (dnešní Dolní Černošice), tvrz Bluk je doložena od roku 1404. Pobočné rameno ústící do Vltavy u Lahovic a vytvářející Lahovický ostrov je zaznamenáno již v Müllerově mapě z roku 1720, toto koryto bylo dále prohloubeno zimní povodní roku 1797 (tzv. lahovická elevace, nakupenina sedimentů vzniklá z tehdejších ledových zátaras). Při povodni v roce 1829 se k Lahovicím přemístil hlavní tok, ten byl roku 1830 uměle stavebně upraven. Za původce změny hlavního toku v roce 1829 je tak někdy označován kníže Bedřich Kraft Oettingen, který úpravy a zpevnění provedl s příspěvkem státu. Pravděpodobně po povodni roku 1845 Berounka rameno u Zbraslavi víceméně opustila, při povodni roku 1872 se staré koryto zaneslo a vzniklo z něj slepé rameno Krňák. Roku 1873 byla Vltava v přilehlém úseku zregulována, tím zanikl i Lahovický a Modřanský ostrov.

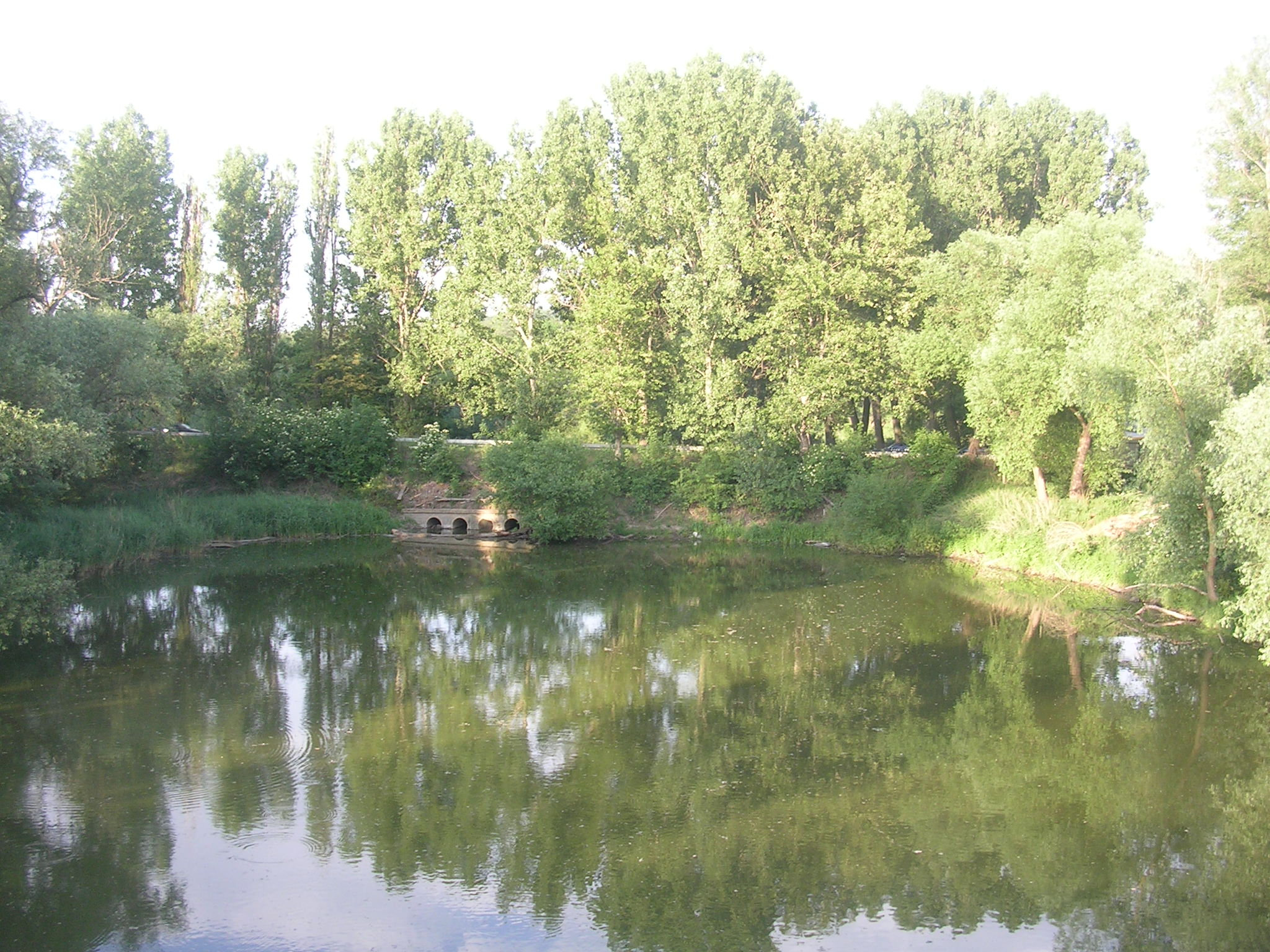
Přehrazení tůně náspem silnice II/102 (K přehradám)

Nepojmenovaný železobetonový most přes Krňov patřící k ulici U Národní galerie, která je hlavní příjezdovou komunikací na Zbraslavské náměstí směrem od Prahy, byl vybudován v letech 1911–1913, kdy ramenem již řeka netekla ani občasně. Od roku 1810 byl v tomto místě dřevěný most, od roku 1680 loďkový most a předtím zde sloužil přívoz. V 60. letech 20. století přehradil Krňák o něco blíže Vltavě násep silnice II/102 (dnes ulice K přehradám), která slouží jako obchvat centra Zbraslavi pro směr do Štěchovic. Průtok Lipanského potoka umožňuje propustek tvořený skupinou rour zabudovaných do náspu. Další tranzitní doprava byla od Krňáku odvedena výstavbou velkokapacitní přeložky silnice I/4 (Strakonická, otevřena v prosinci 1966), která staré koryto křižuje u západního konce Krňáku.